# أييوس كونستانتينوس (أركاديا)
أييوس كونستانتينوس (Άγιος Κωνσταντίνος) هي مدينة في أركاديا في مقاطعة كينتريكي إلادا في اليونان.
يبلغ عدد سكانها حوالي 980   نسمة.